# Rock Bottom Remainders
I Rock Bottom Remainders sono un gruppo musicale rock composto da famosi autori di libri e scrittori di quotidiani e riviste in lingua inglese. La band ha preso il suo nome autoironico dal termine editoriale libri remainder, un tipo di lavori dei quali le copie rimaste invendute vengono svendute a prezzi ridotti.
I membri del gruppo includono personalità quali Dave Barry, Stephen King, Amy Tan, Maya Angelou, Cynthia Heimel, Kathi Kamen Goldmark, Sam Barry, Ridley Pearson, Scott Turow, Joel Selvin, James McBride, Mitch Albom, Roy Blount Jr., Barbara Kingsolver, Robert Fulghum, Matt Groening, Tad Bartimus, Greg Iles, oltre che Josh Kelly alla batteria ed Erasmo Paulo al sassofono. I membri originari della band hanno collaborato insieme alla stesura di un libro che racconta la storia del gruppo, intitolato Mid-Life Confidential. Per qualche tempo, sono stati membri del gruppo anche artisti del musical Zelig e l'autore Al Kooper.

## Storia
I Remainders furono fondati da Kathi Kamen Goldmark all'inizio degli anni '90. In quel periodo, Kathi era una musicista che lavorava di giorno in un'editoria. Un giorno, mentre accompagnava uno scrittore in giro, le venne in mente l'idea di creare un gruppo musicale letterario. L'idea venne poi messa in atto nel 1992, quando i Remainders eseguirono la loro prima esibizione live alla convention dell'American Booksellers Association ad Anaheim, in California. Una recensione del concerto, apparsa sul quotidiano The Washington Post, affermò che il concerto fu "il debutto musicale più promosso sin da quello dei Monkees".
Ι Remainders hanno anche suonato, nel 1995 all'apertura della Rock and Roll Hall of Fame a Cleveland, in Ohio.

## Concerti
- 1992, Anaheim: convention dell'American Booksellers Association
- 1995, Cleveland: apertura della Rock and Roll Hall of Fame
- Una versione della band con Barry, Albom, Ridley Pearson e Warren Zevon suonò alla Miami Book Fair nel 1997[3]

## Ospiti
- Bruce Springsteen
- Roger McGuinn
- Warren Zevon
- Lesley Gore

## Canzoni cover
- Rockaway Beach
- Louie Louie (Matt Groening afferma di usare l'interpretazione "esplicita" del testo della canzone, mentre Dave Barry racconta che il testo è così sporco che la costituzione americana dovrebbe proibirlo)
- These Boots Are Made for Walkin'
- If the House is a Rockin'...
- Gloria
- You Can't Judge a Book by its Cover
- You Ain't Goin' Nowhere
- Wild Thing (in una trasmissione del programma Wait Wait... Don't Tell Me!, Barry ha rivelato che questa canzone è uno scherzo tra i membri della band, poiché Roy Blount sbaglia sempre il tempo dell'unico verso che deve cantare: "You move me.")
- In the Midnight Hour (I Rock Bottom Remainders hanno suonato questa canzone durante un'apparizione sul The Late Late Show with Craig Ferguson. Lo stesso conduttore del programma, Craig Ferguson, autore del bestseller Between the Bridge and the River, ha suonato la batteria. Appena prima dell'esibizione, egli ha affermato scherzando che "l'unica ragione per cui ha scritto un libro era che così avrebbe potuto suonare con questo gruppo". Dave Barry è stato anche il primo ospite del programma.)
- You May Be Right

## Discografia
Diverse canzoni dei Remainders sono incluse nell'album doppio Stranger than Fiction, pubblicato dall'etichetta discografica Don't Quit Your Day Job Records. Esso include anche dei comici tentativi musicali di altri autori noti.